# ノブドッグ
ノブドッグ（英: NOBDOG）は、P&A designでデザインされたキャラクターで、頭にみかんを乗せた太眉が特徴の柴犬。頭のみかんの品種は、「せとか」をイメージしている。 大相撲力士の隆の勝伸明に似ていることもあり、土俵入りで身につける化粧まわしにもデザインされている。

## 経歴
- 2019年8月 LINEスタンプの発売開始。[3]
- 2020年11月 隆の勝伸明の化粧まわしとして採用される。[4]　[5]
- 2021年1月 東京浅草にある抹茶カフェ、かぐらちゃかプチとコラボし、オリジナルグッズを展開。[6]
- 2021年9月 OpenSea上で、NFT作品がミントされ、販売開始。[7]